# IJSO 2011
A IJSO 2011 foi a oitava edição da Olimpíada Internacional Júnior de Ciências (International Junior Science Olympiad). A competição foi realizada entre os dias 1º e 10 de dezembro de 2011 na cidade de Durban, na África do Sul.
Esta edição contou com 42 delegações. Taiwan venceu a competição pela quarta vez, repetindo o desempenho de 2010, 2007 e 2005. O país ficou à frente da Rússia, Índia e da Coreia do Sul.
A delegação brasileira, selecionada a partir da IJSO Brasil 2011, repetiu o ótimo desempenho conseguido nas edições anteriores do torneio mundial. Todos os alunos brasileiros conquistaram medalhas. Foram 3 medalhas de prata e 3 medalhas de bronze.

## Cidade-sede
A edição de 2011 da IJSO foi a segunda realizada no continente africano. A cidade de 540 mil habitantes é a terceira maior do país. A próxima edição da competição será realizada em [Teerã], no [Irã].

## Delegação Brasileira
A equipe brasileira foi selecionada com base nos resultados da Fase Final IJSO Brasil 2011, realizada em 10 de setembro de 2011. Este evento foi sediado pela primeira vez em seis Estados diferentes, sob a organização da B8 Projetos Educacionais.
Com isso, foram classificados os estudantes:
- Liara Guinsberg
- Bruno Kenichi Saika
- Nicholas de Souza Costa Lima
- Marcelo Rigotto Stachuk
- Andre Carvalho Guimaraes
- Luciano Drozda Dantas Martins

Os alunos realizaram inúmeras atividades de preparação teóricas e experimentais simulando as avaliações do Torneio Internacional.
A delegação foi liderada pelos representantes da B8 Projetos Educacionais Allison Massao Hirata e Victor Fujii Ando e pelo professor Ronaldo Fogo.

## Torneio Internacional
O torneio internacional seguiu o alto padrão das edições anteriores. Membros do comitê local e voluntários da organizaram atuaram na recepção e no acompanhamento dos times estrangeiros durante as cerimônias e os eventos culturais.
Todos os dias, era disponibilizado um noticiário atualizado da competição, informando as novidades do dia a dia dos estudantes, além de curiosidades sobre os países participantes e sobre a cultura local.
A programação geral seguiu o padrão implementado das edições anteriores, com um dia de intervalo entre cada uma das três provas realizadas. Para manter o sigilo das provas, líderes e estudantes foram alocados em hotéis diferentes sem acesso a celulares e Internet, já que as provas eram discutidas e traduzidas no dia anterior à aplicação das mesmas.

### Programação resumida
- 1º de dezembro: Chegada das primeiras delegações.
- 2 de dezembro: Recepção de delegações, Jantar de abertura e Reunião geral dos líderes.
- 3 de dezembro: Cerimônia de abertura, discussão e tradução da Prova Múltipla Escolha.
- 4 de dezembro: Prova Múltipla Escolha.
- 5 de dezembro: Discussão e tradução da Prova Teórica.
- 6 de dezembro: Prova Teórica.
- 7 de dezembro: Discussão e tradução da Prova Experimental.
- 8 de dezembro: Prova Experimental. Parada Cultural com os países participantes.
- 9 de dezembro: Moderação e Reunião do International Board.
- 10 de dezembro: Cerimônia de encerramento e Jantar e Festa de despedida.
- 11 de dezembro: Partida das delegações.

## Atividades culturais
Nos dias em que não havia atividades oficiais previstas, alunos e líderes visitaram os seguintes pontos turísticos da região, entre outros:
- uShaka Marine World
- The Golden Mile
- Suncoast Casino and Entertainment World
- Moses Mabhida Stadium
- Gateway Theatre of Shopping
- Visita ao Climate Change Conference

## Resultado Final
Seguindo o critério oficial de premiação, receberam medalhas de ouro aos alunos que ficaram entre os 10% melhores, medalhas de prata os que ficaram entre os 20% seguintes e medalhas de bronze os 30% subsequentes.
O resultado final foi divulgado em cerimônia solene realizada no dia 10 de dezembro de 2011.
A delegação de Taiwan conquistou 6 medalhas de ouro e, com isso, foi declarada campeã da competição.
O Brasil conquistou em Durban um dos melhores resultado de sua história na competição: Liara Guinsberg, Luciano Drozda Dantas Martins e Bruno Kenichi Saika receberam medalhas de prata. Nicholas de Souza Costa Lima, Marcelo Rigotto Stachuk e Andre Carvalho Guimaraes ficaram com medalhas de bronze.